# Kellogg Casey
Kellogg Casey (n. 17 septembrie 1877, New York City, New York, SUA – d. 28 octombrie 1938, Wilmington, Delaware, SUA) a fost un trăgător de tir ce a reprezentat Statele Unite ale Americii, medaliat olimpic. A participat la o ediție a Jocurilor Olimpice (1908) în care a câștigat o medalie de aur și o medalie de argint.